# Josephsburg (métro de Munich)
Josephsburg (en allemand : U-Bahnhof Josephsburg) est une station de la ligne U2 du métro de Munich, dans le secteur de Berg am Laim.

## Situation sur le réseau

Plan du métro (2020).

## Histoire
La station ouvre le 29 mai 1999. Aux deux extrémités de la plate-forme, il y a des salles de guichet qui font entrer la lumière du jour dans la plate-forme sans pilier. De plus, la gare est éclairée par deux bandes lumineuses traversées de panneaux de verre vert, bleu et jaune. Les murs derrière la voie sont conservés dans la couleur de la ligne rouge, avec des photos de l'église Saint-Michel voisine sur les murs. Le plafond est en béton, sur lequel est suspendue une bande métallique en forme de pyramide inclinée vers le bas, qui sert également de réflecteur de lumière. Le sol est recouvert de dalles de granit gris clair et noir, disposées comme un échiquier.

## Services aux voyageurs

### Accès et accueil
À l'extrémité sud-est, il y a un ascenseur qui mène à la surface de la Josephsburgstraße. À l'autre extrémité, on arrive à la surface au sud de la Kreillerstraße.

### Intermodalité
La station est en correspondance avec la ligne de bus 187.